# Kristina Konrad
Kristina Konrad (Zug, 1953) es una directora y productora de cine suiza. Realizó sus trabajos más importantes en el ámbito del cine documental. 

## Biografía
Estudió Historia y Filosofía en París. En 1977, obtuvo la Maîtrise d'histoire en la Universidad de París VII. Una vez graduada, trabajó como voluntaria y realizó artículos para revistas y documentales para la televisión suiza DRS, en Zúrich. En 1983 se trasladó a  Nueva York, donde se formó en tecnología, cámara y edición en la School of Arts. Entre 1984 y 1986, trabajó con Gabrielle Baur realizando documentales sobre Nicaragua. 
En 1987 viajó a Montevideo, Uruguay, donde vivió hasta 1994 y realizó varios documentales, traducciones y produjo films. Allí además fue miembro fundador de Girasolas..
Desde 1995 vive principalmente en Berlín, donde fundó primero la productora konrad/froschfilm y luego, en 2002, Weltfilm GmbH, ambas con Christian Frosch.

## Filmografía (selección)
- 1986: Cada día Historia (en alemán, Jeder Tag Geschichte, documental).
- 1988: Yo era de un lugar que en realidad no existía (en alemán, Ich kam von einem Ort, den es in Wirklichkeit nicht gab, documental).
- 1989: De la mar a la mesa (documental).
- 1990: Por centésima vez (en alemán, Zum hundertsten Mal, documental).
- 1992: Referéndum (documental)
- 1993: Comuna mujer (documental)
- 1996: Mareado en tierra firme (ficción).
- 2000: Gran libertad, pequeña libertad (en alemán, Grosse Freiheit, Kleine Freiheit, documental).[3]
- 2005: Nuestra América (en alemán, Unser Amerika, documental).
- 2008: Lejos de aquí (en alemán, Weit weg von hier, documental).[4]
- 2011: Cuando éramos felices y no lo sabíamos (en alemán, Als wir glücklich waren und es nicht wussten, documental).[5]
- 2015: Diego (documental).[6]
- 2017: Dos días en mayo (documental).
- 2018: Unas Preguntas (en inglés, One or two questions, documental).[7][8]

## Premios (selección)
2005: El documental Nuestra América ganó el premio a la mejor película extranjera sobre América Latina en el Festival Internacional del Nuovo Cine Latinoaméricano en La Habana, Cuba.
2018: Unas preguntas ganó el Premio especial del jurado en el 35 Festival de cine de Torino.
Mejor película para Unas preguntas en TRANSCINEMA, Festival Internacional Lima.
2020: La película Unas preguntas ganó el premio del público en el Festival Images de Justice, en Rennes, Francia.